# Cristòfol Vilella i Amengual
Cristòfol Vilella i Amengual (Palma, 6 d'agost de 1742 - Palma, 2 de gener de 1803) fou un pintor i naturalista mallorquí del segle xviii.
Vilella va destacar des de petit per les seves qualitats artístiques i va tenir l'oportunitat de desenvolupar aquestes aptituds, primer a Palma i, més tard a Madrid, on va ser deixeble del pintor de la Cort Anton Raphael Mengs a qui, probablement, va ajudar en la decoració del Palau Reial. Però la vertadera passió d'en Vilella era la Història Natural i dibuixar les espècies animals i vegetals. A la capital, sembla que la seva col·lecció de dibuixos i les composicions amb caragoles marines que en Vilella feia amb les seves pròpies mans, van caure en gràcia al futur rei Carles IV - que més que per les seves capacitats polítiques es distingia per les de bon vivant - qui ho va enviar de retorn a Palma amb una pensió de 200 ducats anuals i l'encàrrec de dibuixar i dissecar animals de l'illa pel Gabinet d'Història Natural. Aquests treballs amb mariscos eren molt populars a Mallorca, però va ser en Vilella qui els va introduir entre les classes dominants.
Com a artista plàstic, el seu academicisme, encara que gens innovador, li va permetre ésser molt considerat a la Cort de Madrid. Va arribar a pertànyer a l'Acadèmia de San Fernando, la mateixa que rebutjà les obres d'en Goya amb qui va coincidir en un concurs. La seva pintura era realista i es pot emmarcar dins el corrent neoclàssic. Com no podia ésser d'altra forma per a un bon neoclàssic, el 1776, va fer un viatge-peregrinació a Itàlia, acompanyant al senyor Juan Burgues-Zaforteza i Sureda, especialment a Nàpols on va fer una llarga estada, segurament per conèixer a fons les ruïnes de Pompeia. La temàtica de les seves pintures era paisatgística, de natures mortes o relacionades amb la seva gran afecció: la Història Natural. Però també va tocar altres temàtiques. Per encàrrec de la senyora Cecília Zaforteza i de Berga, la marquesa de Vilafranca, també va fer unes obres de temàtica religiosa per a la capella de la sagrada família de l'església d'Establiments. El senyor Felip Villalonga també va ésser un dels seus mecenes. Com a naturalista va pintar una sèrie d'olis pel Gabinet d'Història Natural de Madrid que es conserven a l'Acadèmia de San Fernando i una col·lecció de quaderns de dibuixos que va remetre al seu protector i, per tant, són a la biblioteca del Palau Reial. D'aquesta faceta també es conserven una sèrie de manuscrits i, fins i tot, va tocar el tema de l'antropologia, fent un llibre amb làmines a l'aiguada, que duia per títol Trajes de los naturales de la isla de Mallorca, publicat el 1769 i que va ésser reeditat en facsímil l'any 1981. En Vilella degué entrar a formar part del grup d'il·lustrats que a aquella època hi havia a Palma. Malgrat això, a ca seva no va gaudir del mateix reconeixement que a la Cort, ja que va tenir enfrontaments amb els gremis que volien examinar-ho per poder exercir el seu ofici de pintor. La casa reial va haver d'intercedir davant l'Audiència de Palma encara que poc temps després va obtenir el privilegi de l'exempció d'aquest examen com a acadèmic. No va ésser profeta a la seva terra: de fet, la seva il·lusió era retornar a Madrid i entrar a formar part del Gabinet d'Història Natural on s'estava muntant un museu als quals el nostre il·lustrat era molt afeccionat. A una de les seves cartes a Pedro Dávila, el director d'aquest Gabinet escriu: 
| « | ... en esta isla son pocos los curiosos y los libros menos ... pues me veo aislado en País corto... | » |

No hem d'oblidar que no feia tant que havia canviat la dinastia reial a Espanya i Mallorca havia estat fidel durant la guerra de Successió a la casa dels Àustries. Encara existia la confraria de Sant Jordi, que agrupava a tots els nobles, malgrat que amb un poder polític real quasi nul. Aquesta confraria fou abolida l'any 1778, encara que durant uns anys més els nobles la van intentar mantenir clandestinament mitjançant l'”Ilustre Cuerpo de la Nobleza”.
La noblesa mallorquina, i la societat de les illes en general, acabava de perdre un important grau d'autonomia i, a més, els Borbons, paradigmes de centralisme, malfiaven d'uns aristòcrates amb reminiscències feudals. De fet, les acadèmies impulsades per Carles III d'Espanya, tenien, entre d'altres, l'objectiu d'acabar amb els gremis, institucions heretades de la societat estamental i donar a la noblesa "ocupación propia de sus circunstancias, en utilidad propia y en nuestro Real servicio". Així doncs, no ens ha d'estranyar que en Vilella, que gaudia del favor de la Cort i mantenia bones relacions amb el Duc de Béjar, majordom del rei, no obtingués reconeixement sinó d'aquell sector de la classe dominant que de motu propi i sempre a títol individual havia fet seva la causa il·lustrada. Amb aquests en Vilella sí que va mantenir unes estretes relacions, especialment amb el polític Tomàs de Verí i de Togores, amb la família Zaforteza Burgués que ja hem anomenat i, possiblement, encara que no està documentat, amb el major il·lustrat mallorquí d'aquella època, i molt relacionat també amb El Terreno, el cardenal Antoni Despuig i Dameto.

Vilella quedà vidu del seu primer matrimoni amb Antònia Morey i Colom i el dia 14 d'agost de 1799 es va tornar a casar amb Apol·lònia Alzamora Bennàssar segons l'acta que trobam en l'Arxiu Diocesà de Palma, en el llibre de matrimonis de Santa Creu I46M15 fol 189 número 45:
Dia 14 de Agosto de 1799 yo abajo firmado certifico como el Dr Antº Llaneras Rector de Sn Nicolas desposó con la devida licencia á Dn Christoval Vilella hijo de Christoval y de Cathª Amengual cons vº de Dª Anttª Morey hija de Juan y de Cattª Colom cons nl y vecino de Sn Miguel con Apolonia Alzamora soltª hija de Bartte y de Apolonia Bennaser cons nl de Felanitx y vecina de Sta Cruz presentes por testigos el Dr Juan Alzamora Pro y Jose Anttº Bibiloni de qe doy fe.
Nicolas Monblanch Pro y Vo de Sta Cruz
El dia 2 de gener de 1803 va morir a Palma aquest botifleur i va ésser enterrat, segons disposà al seu testament religiós, a l'església de Sant Miquel a la capella de Sant Josep. Malgrat les nostres indagacions no hem pogut constatar aquest fet, ja que actualment no és visible la seva tomba.